# Paid in Full (Sonata Arctica)
Paid in Full è il primo singolo estratto dall'album Unia e nono del gruppo musicale finlandese Sonata Arctica, pubblicato dalla Nuclear Blast il 27 aprile 2007.

## Tracce
1. Paid In Full (Radio Edit) – 3:50 (Kakko)
2. Out In The Fields (Gary Moore cover) – 4:06 (Moore)
3. Paid In Full – 4:24 (Kakko)

## Formazione
- Tony Kakko - voce/tastiera
- Jani Liimatainen - chitarra
- Henrik Klingenberg - tastiera
- Tommy Portimo - batteria
- Marko Paasikoski - basso

## Registrazione
- Mixato da Mikko Karmila ai Finnvox Studios.
- Masterizzato da Björn Egelmann al Cutting Room.